# Famadihana

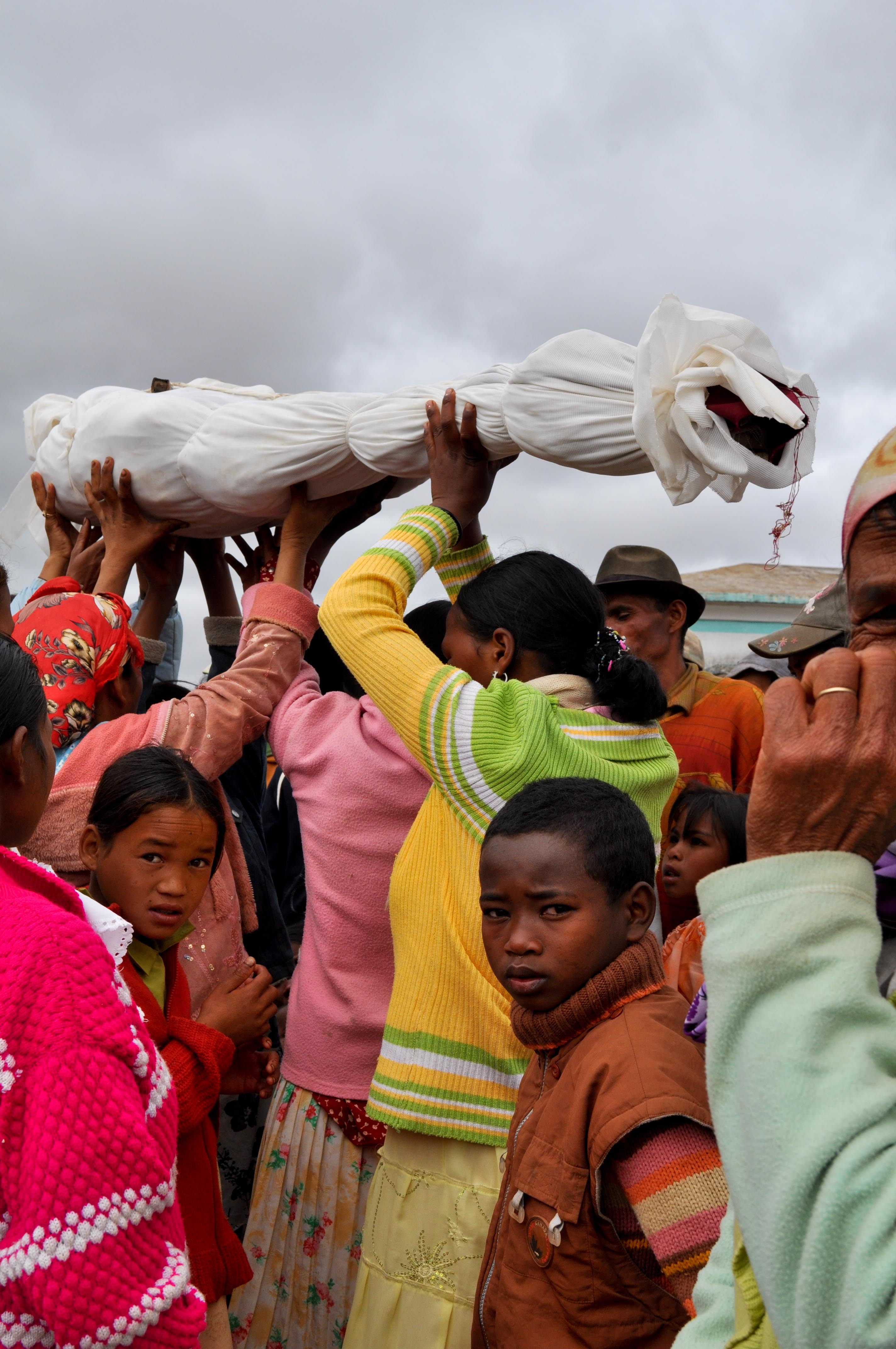
Umbettung von Gebeinen

Die Famadihana ist eine rituelle Umbettung der Toten auf Madagaskar.
In den traditionellen Dorfgemeinschaften werden die Gebeine der Vorfahren mindestens alle zehn Jahre ausgegraben. Jeder Familienclan (foko) feiert das Fest in einem eigenen Rhythmus. Dabei werden die Toten mit neuen, kostbaren Leichentüchern aus Seide eingekleidet und wieder begraben. Oft wird ein Famadihana veranstaltet, um die Übertretung eines Fady wiedergutzumachen. Der sogenannte Ombiasy (eine Art Schamane) analysiert die Gegebenheiten innerhalb der Gemeinschaft und erklärt Angewohnheiten, Plätze, Personen, Tiere, Pflanzen zum Tabu. In der Regel gewinnt der Fady besonders dadurch an Kraft, dass er mit der Ahnenverehrung und den Toten (razana) unmittelbar verknüpft wird. Das Totenwendungsfest ist der wichtigste Ritus im madagassischen Ahnenkult und dient zugleich zur Aufrechterhaltung gesellschaftlicher Strukturen auf lokaler Ebene. Der Ombiasy entscheidet, ob und wann dies notwendig ist, indem er einen spirituellen Kontakt mit den razana (Ahnen) aufnimmt.

## Ahnenkult
Viele Madagassen glauben, dass die Menschen nach ihrem Tod als razana weiterleben. Eine Aufgabe der Ahnen ist die Vermittlung zwischen Mensch und Gott. Wenn einer Familie oder Person Unglück zustößt, kann ein Totenwendungsfest (famadihana) stattfinden, um die Ahnengeister zu besänftigen. Mittelsmänner sind die Ombiasy, die nach einer langen Ausbildung in mündlich überlieferten Traditionen Meister in Heilpflanzenkunde sind. Zum madegassischen Ahnenkult gehört das Besessenheitsritual tromba, das mit dem ostafrikanischen pepo-Kult in Verbindung steht. An der ostafrikanischen Küste sind die madegassischen Geister als kibuki bekannt. Die familiären Ahnen werden im Haus verehrt.

## Gesundheitsrisiko
Die Praxis des Famadihana wird als Risikofaktor im Zusammenhang mit Pesterkrankungen in Madagaskar gesehen. Als weltweit am stärksten von der Pest betroffenes Land starben dort im Jahr 2015 insgesamt 63 Personen, während es weltweit zu 275 Todesfällen aufgrund von Pest kam.